# كارين أرنولد
كارين أرنولد (بالإنجليزية: Karen Arnold)‏ هي مسيرة أعمال بريطانية، ولدت في 1964.